# 하경민 (방송인)
하경민(1978년 4월 20일 ~ )은 2001 미스 서울 미(美) 출신 대한민국 프리 랜서 방송MC이다.

## 생애

### 주요 이력
서울에서 출생하였으며 독일과 스위스에서 유년기, 청소년기를 보내기도 했다. 이화여자대학교를 졸업하고 현KNN, 부산방송 공채 아나운서로 방송을 시작해 MBN 공채 뉴스 앵커 1기로 뉴스, 시사 프로그램을 진행했다. 이밖에 데일리 국제시사프로그램, EBS 월드리포트를 단독 진행해 국제 시사에 밝으며 EBS TV평생대학을 비롯해 EBS 다수의 프로그램을 진행했다. 2007년부터 현재까지 한국경제TV 데일리 장중 방송 앵커로 활약중이다.

### 수상 경력
- 2001년 미스코리아 서울 미(美)

### 이외 경력
- 2002년 PSB부산방송 아나운서
- 2003년 MBN 공채 뉴스 앵커 1기
- 2005년 EBS 월드리포트
- 2007년 ~ 현재 한국경제TV 앵커

### 학력
- 이화여자대학교 신문방송학과(부전공: 유럽학과)
- 고려대학교 언론대학원

## 출연작

### TV 프로그램
- 2006년 EBS 《월드 리포트》